# 平口油鯰
平口油鯰，俗稱豹貓，為輻鰭魚綱鯰形目長鬚鯰科的其中一種，分布於南美洲亞馬遜河及奧里諾科河流域，體長可達20公分，棲息在河川中底層水域，屬肉食性，可作為觀賞魚。此魚有銀色或白色的身體，身上布滿了黑色的斑點，斑點的排列、大小、深淺都因個體有差異。生性膽小，游泳速度快，一受到驚嚇就會快速游走。屬於夜行性底層魚類，容易罹患白點病。

## 擴展閱讀
維基物種上的相關：平口油鯰